# Gomer (Jáfetův syn)

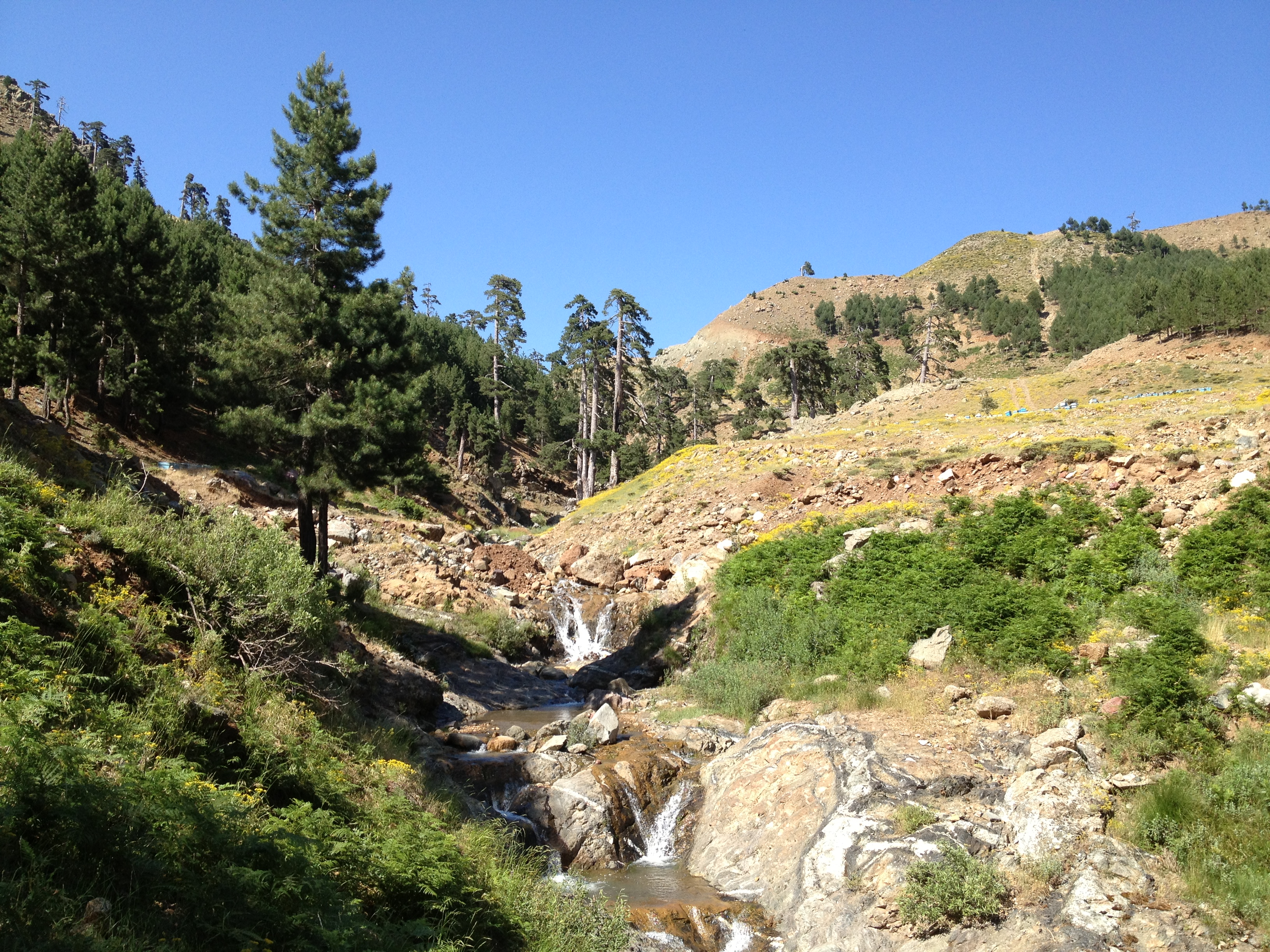
Lesy a hory Malé Asie - místo, kam jsou umísťováni první potomci Gomera

Gomer byl jedním ze sedmi synů biblického praotce Jáfeta. Protože se ve výčtu uvádí jako první, je považován za nejstaršího syna. Jeho dědečkem byl Noe, praotec starověkých národů.

## Význam jména Gomer
Význam jména je nejspíš "dokončený" (kompletní). Je považován za praotce Cimbrů a ostatních větví národů příbuzných s pozdějšími Kelty.

## Gomerovi synové
- Aškenaz – praotec skytských národů[5]
- Rífat – praotec paflagonských národů (hornatá lesnatá oblast u jižního pobřeží Černého moře)
- Togarma – praotec Arménů, Gruzínů a všech kavkazských národů.[4]

## Další zmínka o Gomerovi v Bibli
V Ezechieli 38 je Gomer spojen s domem Togarmy ve vojsku Góga, předního knížete Mešeku a Túbalu. Gógem je myšlen mocný nepřítel ze severu, který v "posledních dnech" napadne Izrael, ale bude zničen.

## Národy, které  tradičně odvozovaly svůj původ od Gomera

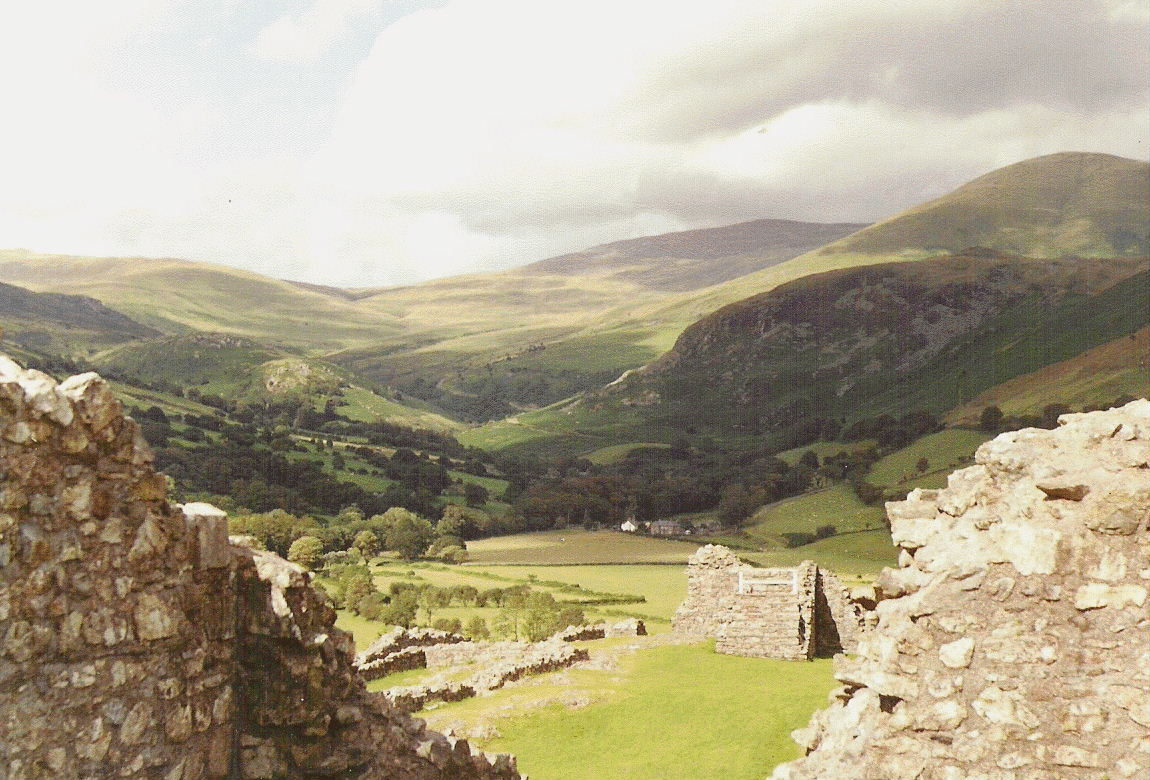
Krajina ve Walesu - místě, které se tradičně označovalo za dědice Gomera

- Krajina ve Walesu - místě, které se tradičně označovalo za dědice GomeraVelšané – Tradiční víra Velšanů je, že potomci Gomera dorazili do Walesu asi tři sta let po potopě, a velšský jazyk byl nazván Gomeraeg. [6]
- Cimbrové – Byli považováni za příbuzné s Velšany.[6]
- Umbrové – Byli považováni za nejstarší národ Itálie, potomky Jáfetova syna Gomera.